# تومب ريدر (لعبة فيديو 1996)
توم ريدر (بالإنجليزية: Tomb Raider)‏ هي لعبة فيديو أكشن مغامرات طورت من قبل كور ديزاين ونشرت من قبل إيدوس إنترأكتيف. صدرت في الأصل عام 1996 على سيغا ساترن، وصدرت على الإم إس-دوس والبلاي ستايشن بعد ذلك بوقت قصير. وصدرت تومب رايدر أيضاً في سوق ألعاب الهاتف المحمول، على ويندوز موبايل بروفيشنال 2002، نوكيا إن-غايج 2003، بلاي ستايشن نتورك الأمريكية 2009، وصدرت على بلاي ستايشن نتورك الأوروبية 1 سبتمير 2010.

## وصلات خارجية
- تومب رايدر على موقع IMDb (الإنجليزية)
- تومب رايدر على موقع الموسوعة البريطانية (الإنجليزية)
- الموقع الرسمي